# Saint-Nicolas (Francia)
Saint-Nicolas (o Saint-Nicolas-lez-Arras) è un comune francese di 5 003 abitanti situato nel dipartimento del Passo di Calais nella regione dell'Alta Francia.
Nel territorio comunale il fiume Crinchon confluisce nella Scarpe.

## Società

### Evoluzione demografica
Abitanti censiti